# میوچا پرادا
میوچا پرادا (ایتالیایی: Miuccia Prada)، (زادهٔ ۱۰ مهٔ ۱۹۴۹ میلادی)؛ طراح مد وکارآفرین میلیاردر اهل ایتالیا است. او طراح ارشد برندهای پرادا و میو میو بوده و برندهٔ جوایزی همچون جایزه ترنر شده‌ است.